# Belmopan
Belmopan je glavni grad Belizea. Nalazi se na rijeci Belize, oko 80 km uzvodno od ušća i bivšeg glavog grada Belize Cityja. Belmopan je postao glavni grad države 1970. godine.

## Stanovništvo
Prema podacima iz 2012. godine u gradu živi 14.606 stanovnika.